# Proves d'oblies sense contacte

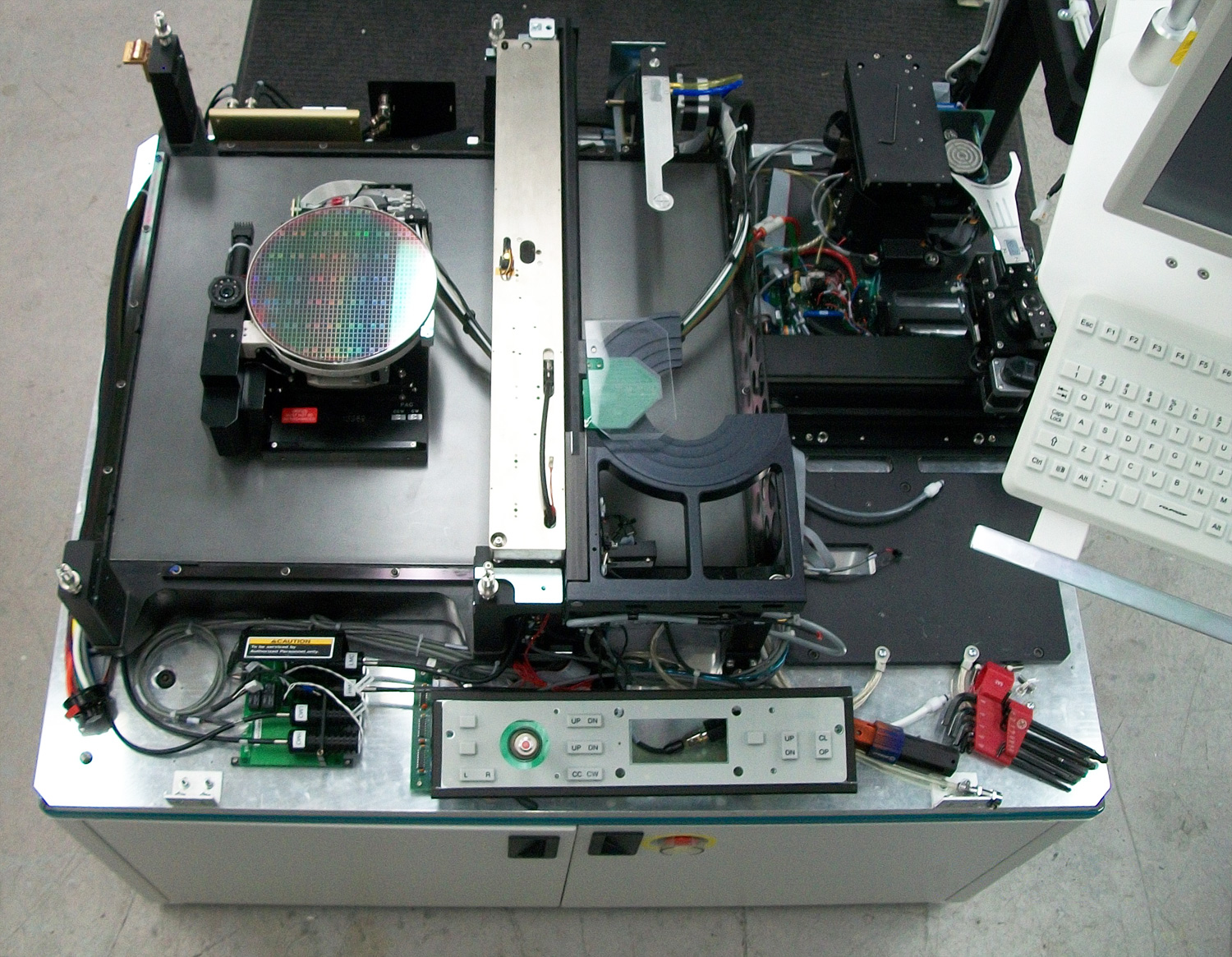
Un sondador d'oblies de semiconductor Electroglas 4090μ+ en configuració de servei, amb el capçal de prova, la targeta de la sonda, els panells de coberta i altres accessoris eliminats. Es mostren les parts internes; es mostren el motor lineal i la platina, el mandril i l'escenari i els elements de manipulació de material.

Les proves d'oblies sense contacte són un pas normal en la fabricació de dispositius semiconductors, que s'utilitzen per detectar defectes en els circuits integrats (IC) abans que es muntin durant l'etapa d'embalatge de l'IC.

## Proves tradicionals (de contacte) d'oblies
La prova de circuits integrats mentre encara estan a l'oblia requereix normalment que es faci contacte entre l'equip de prova automàtic (ATE) i l'IC. Aquest contacte es fa normalment amb algun tipus de sonda mecànica. Sovint s'organitzarà un conjunt de sondes mecàniques en una targeta de sonda, que està connectada a la sonda de l'oblia. La sonda de l'oblia aixeca l'oblia fins que els coixinets metàl·lics d'un o més circuits integrats de l'oblia fan contacte físic amb les sondes. Cal una certa quantitat de sobreviatge després que la primera sonda entri en contacte amb l'oblia, per dos motius:
- per garantir que totes les sondes hagin fet contacte (per tenir en compte la no planarietat de l'oblia)
- per trencar la fina capa oxidada (si el coixinet metàl·lic és d'alumini) del coixinet

Hi ha nombrosos tipus de sondes mecàniques disponibles comercialment: la seva forma pot ser en forma de voladís, molla o membrana, i es poden doblegar, estampar o fabricar mitjançant sistemes microelectromecànics.
L'ús de sondes mecàniques té alguns inconvenients:
- el sondeig mecànic pot danyar els circuits sota el coixinet de la sonda a l'IC
- un sondeig repetit pot danyar el coixinet de la sonda de l'IC, cosa que fa impossible una exploració addicional d'aquest IC
- la targeta de la sonda es pot danyar per contacte repetit o contaminar -se amb restes creades pel contacte amb l'oblia
- la sonda actuarà com un circuit i afectarà els resultats de la prova. Per aquest motiu, les proves realitzades a la classificació d'oblies no sempre poden ser idèntiques i tan extenses com les realitzades a la prova final del dispositiu un cop finalitzat l'envasat
- atès que els coixinets de la sonda solen estar al perímetre de l'IC, l'IC aviat es pot limitar als coixinets. La reducció de la mida dels coixinets fa que el disseny i la fabricació de sondes més petites i precises siguin un repte.

## Prova d'oblies sense contacte (sense fil)
Diversos grups han explorat alternatives al sondeig mecànic dels circuits integrats (Slupsky, Moore, Scanimetrics, Kuroda). Aquests mètodes utilitzen antenes de RF minúscules (similars a les etiquetes RFID, però a una escala molt més petita) per substituir tant les sondes mecàniques com les pastilles metàl·liques. Si les antenes de la targeta de sonda i l'IC estan alineades correctament, un transmissor de la targeta de sonda pot enviar dades sense fil al receptor de l'IC mitjançant comunicació RF.
Aquest mètode té diversos avantatges:
- no es fa cap dany als circuits, coixinets ni a les targetes de sonda
- no es creen runes
- Els coixinets de la sonda ja no són necessaris, a la perifèria de l'IC
- Els punts de sonda sense fil es poden col·locar a qualsevol lloc de l'IC, no només a la perifèria
- La sonda repetida és possible sense danyar els punts de la sonda
- són possibles velocitats de dades més ràpides que amb sondes mecàniques
- el sondeig d'oblies no ha d'exercir cap força a la ubicació de la sonda (en el sondeig tradicional, això pot ser una quantitat significativa de força, quan s'utilitzen centenars o milers de sondes)